# Lukas Hartmann
Lukas Hartmann, nato come Hans-Rudolf Lehmann (Berna, 29 agosto 1944), è uno scrittore svizzero per bambini e romanziere, ben noto nei paesi di lingua tedesca. Sposato con la Consigliera Federale svizzera Simonetta Sommaruga nel 2015, è stato il "primo marito" della Svizzera nel 2015 e nel 2020.

## Vita e lavoro
Nato come Hans-Rudolf Lehmann a Berna, sua madre era figlia di un contadino e suo padre era calzolaio, in seguito postino ausiliario e direttore di dipartimento presso La Posta Svizzera. Sua madre ebbe una vena creativa, che passò a entrambi i figli. Il fratello minore di Hartmann, Jürg, divenne giornalista e ora dirige la scuola di giornalismo del Ringier Group. Lukas Hartmann ha scritto le sue prime storie all'età di 13 anni. Ha completato un corso di formazione per insegnanti a Berna con specializzazioni in tedesco, storia e musica, e ha lavorato prima come insegnante. Decise quindi di proseguire gli studi in psicologia, ma non si laureò e in seguito lavorò come assistente sociale, giornalista e scrittore. I suoi romanzi Anna - annA e Pestalozzis Berg sono stati filmati.
La nonna di Hartmann era una delle cosiddette Verdingkinder, quindi Hartmann è uno dei più importanti sostenitori della cosiddetta  Wiedergutmachungsinitiative. Nell'aprile 2018 è stato pubblicato Ein Bild von Lydia, un romanzo storico su Lydia Welti-Escher.

## Premi (estratto)
- 1995: Schweizer Jugendbuchpreis for So eine lange Nase.
- 2010: Grosser Literaturpreis von Stadt und Kanton Bern

## Libri/Opere principali

### Novelle
- 1978: Pestalozzis Berg. Zytglogge, Gümligen, ISBN 978-3-257-24023-8. * 1980: Gebrochenes Eis: Aufzeichnungen. Arche, Zürich, ISBN 978-3-492-00697-2. * 1982: Mahabalipuram oder Als Schweizer in Indien. Ein Reisetagebuch. Arche, Zürich, ISBN 978-3-716-01764-7. * 2003: Die Tochter des Jägers. Nagel & Kimche, Zürich, ISBN 3-312-00292-3. * 2013: Abschied von Sansibar. Diogenes, Zürich, ISBN 978-3-257-06867-2. * 2015: Auf beiden Seiten. Diogenes, Zürich, ISBN 978-3-257-06921-1. * 2016: Ein passender Mieter, Diogenes, Zürich, ISBN 978-3-257-06967-9 * 2018: Ein Bild von Lydia, Diogenes, Zürich, ISBN 978-3-257-07012-5.

### Letteratura per bambini
- 1984: Anna annA. Zytglogge, Gümligen, ISBN 978-3257011456. * 1987: Joachim zeichnet sich weg. Ein Roman für Kinder. Nagel & Kimche, Zürich, ISBN 978-3-499-20559-0. * 1990: Die wilde Sophie. Nagel & Kimche, Zürich, ISBN 978-3-423-62264-6. * 1994: So eine lange Nase. Nagel & Kimche, Zürich, ISBN 978-3-257-01148-7. * 2006: Heul nicht, kleiner Seehund! Kinderroman. Illustrations by Julia Friese. Bajazzo, Zürich, ISBN 978-3-907-58874-1. * 2007: Spuren in der Polenta. Essgeschichten und Rezepte für Kinder. Illustrations by Larissa Bertonasco. Bajazzo, Zürich, ISBN 978-3-907-58884-0.

### Drammi
- 1976: Beruhigungsmittel. * 1977: Familiefescht.

### Radio
- 1976: Em Pfarrer sy Scheidig for Schweizer Radio DRS. * 1984: Auf dem Scherbenberg for DRS." />